# 스페이스 비트윈 어스
《스페이스 비트윈 어스》(영어: The Space Between Us)는 2017년에 개봉한 로맨틱 SF 영화이다. 피터 첼섬이 감독을, 앨런 로브가 각본을 맡았다. 촬영 당시 작업명은 아웃 오브 디스 월드(Out of This World)였다.

## 출연
- 게리 올드먼 - 너새니얼 셰퍼드 역
- 에이사 버터필드 - 가드너 엘리엇 역
- 칼라 구지노 - 켄드라 윈덤 역
- 브릿 로버트슨 - 털사 역
- B. D. 웡 - 제니시스 중역 톰 첸(천) 역
- 재닛 몽고메리 - 세라 엘리엇 역
- 트레이 터커 - 해리슨 레인 역
- 스콧 타케다 - 게리 로 의사 역
- 아단데이 손 - 스콧 허버드 역
- 콜린 에글스필드 - 세라의 오빠 역
- 길 버밍햄 - 샤만 네카 역
- 로건 폴 - 로저 역
- 로런 마이어스 - 앨리스 역
- 데이비드 하우스 - 롤런드 역
- 로라 마티네즈커닝햄 - NASA 가이드 역
- 모스 비크넬 - NASA 행정관 역
- 베스 베일리 - NASA 수석 박사 역
- 제니 개브리엘 - 하바수파이 여자 역
- 세라 미닉 - 기자 역
- 존폴 하워드 - 학생 역
- 미아 스탈러드 - 소리지르는 소녀 역
- 루스 레인스 - 노숙자 역
- 프랭크 파워스 - E. 마커스 역 (크레디트 미기재)
- 앨마 시스네로스 - 화성 거주인 역 (크레디트 미기재)